# Lechnica
Lechnica é um município da Eslováquia, situado no distrito de Kežmarok, na região de Prešov. Tem 12,43 km² de área e sua população em 2018 foi estimada em 254 habitantes.

## Demografia
| Ano:        | 1994 | 2004   | 2014    | 2024   |
| ----------- | ---- | ------ | ------- | ------ |
| Broj ljudi: | 287  | 315    | 266     | 263    |
| Razlika:    |      | +9,75% | -15,55% | -1,12% |

| Ano:               | 2023 | 2024   |
| ------------------ | ---- | ------ |
| Número de pessoas: | 260  | 263    |
| Diferença:         |      | +1,15% |